# دوك باورز
دوك باورز (بالإنجليزية: Doc Powers)‏ هو لاعب كرة قاعدة أمريكي، ولد في 22 سبتمبر 1870 في بيتسفيلد في الولايات المتحدة، وتوفي في 26 أبريل 1909 في فيلادلفيا في الولايات المتحدة بسبب التهاب البريتون.

## وصلات خارجية
- دوك باورز على موقع دوري كرة القاعدة الرئيسي (الإنجليزية)
- دوك باورز على موقعبيزبول رفرنس.كوم (الدوري الرئيسي) (الإنجليزية)
- دوك باورز على موقعبيزبول رفرنس.كوم (الدوري الثانوي) (الإنجليزية)
- دوك باورز على موقع إي إس بي إن.كوم (أم.أل.بي) (الإنجليزية)
- دوك باورز على موقع مشجعي الرسوم البيانية (الإنجليزية)